# Neolimonia scabristyla
Neolimonia scabristyla is een tweevleugelige uit de familie steltmuggen (Limoniidae). De soort komt voor in het Neotropisch gebied.